# Nokere Koerse
La Nokere Koerse és una cursa ciclista belga que es disputa anualment pels voltants de Nokere, al municipi de Kruishoutem, Flandes Oriental. La cursa es disputa durant el mes de març i des del 2005 forma part del calendari UCI Europe Tour amb una categoria 1.1.
La primera edició es disputà el 1944 i va ser guanyada per Marcel Kint. El 2013 es va suspendre per la neu. El ciclista amb més victòries és Hendrik van Dijck, amb tres.

## Palmarès

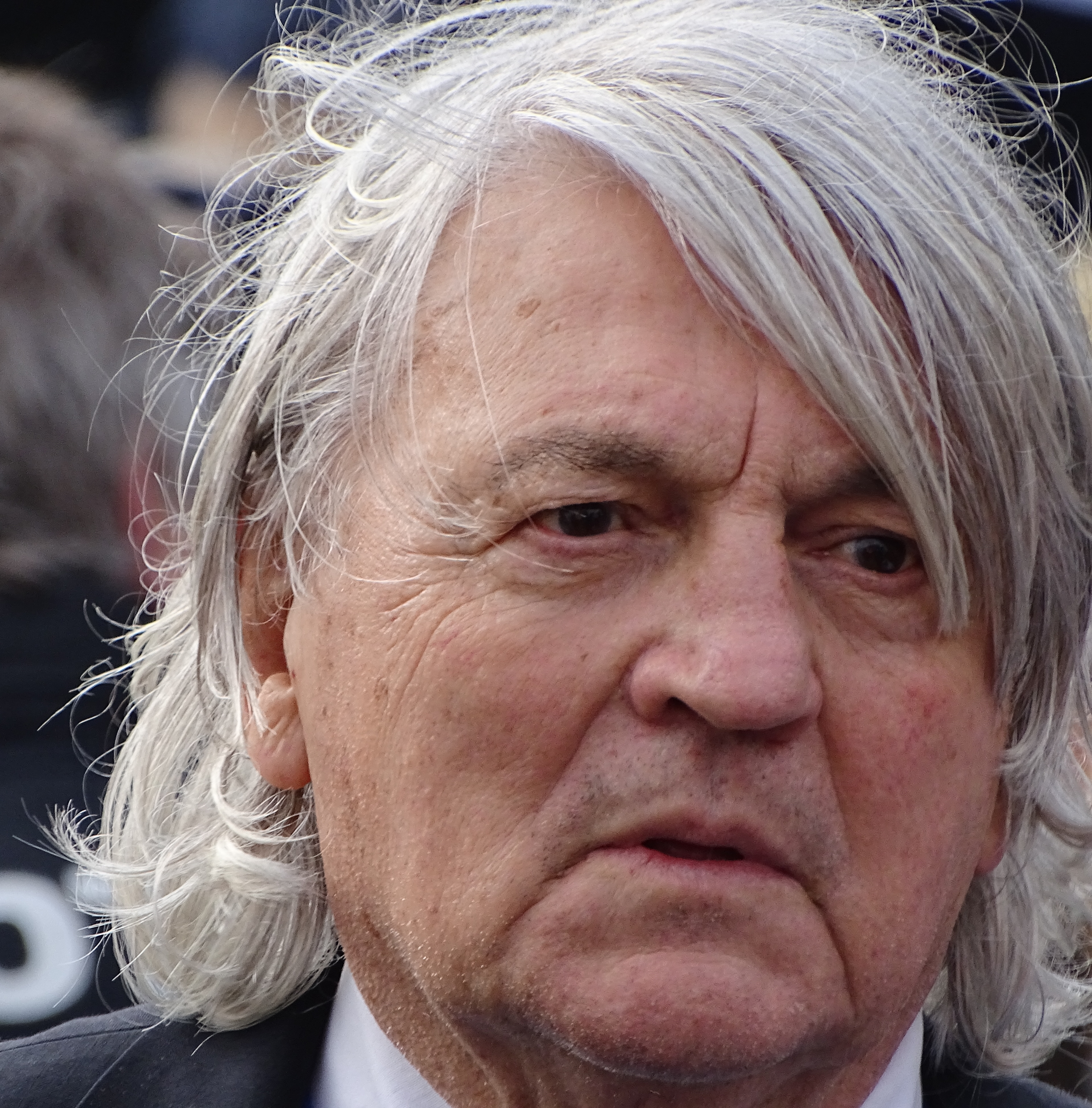
Marc Van Cauwenberghe.

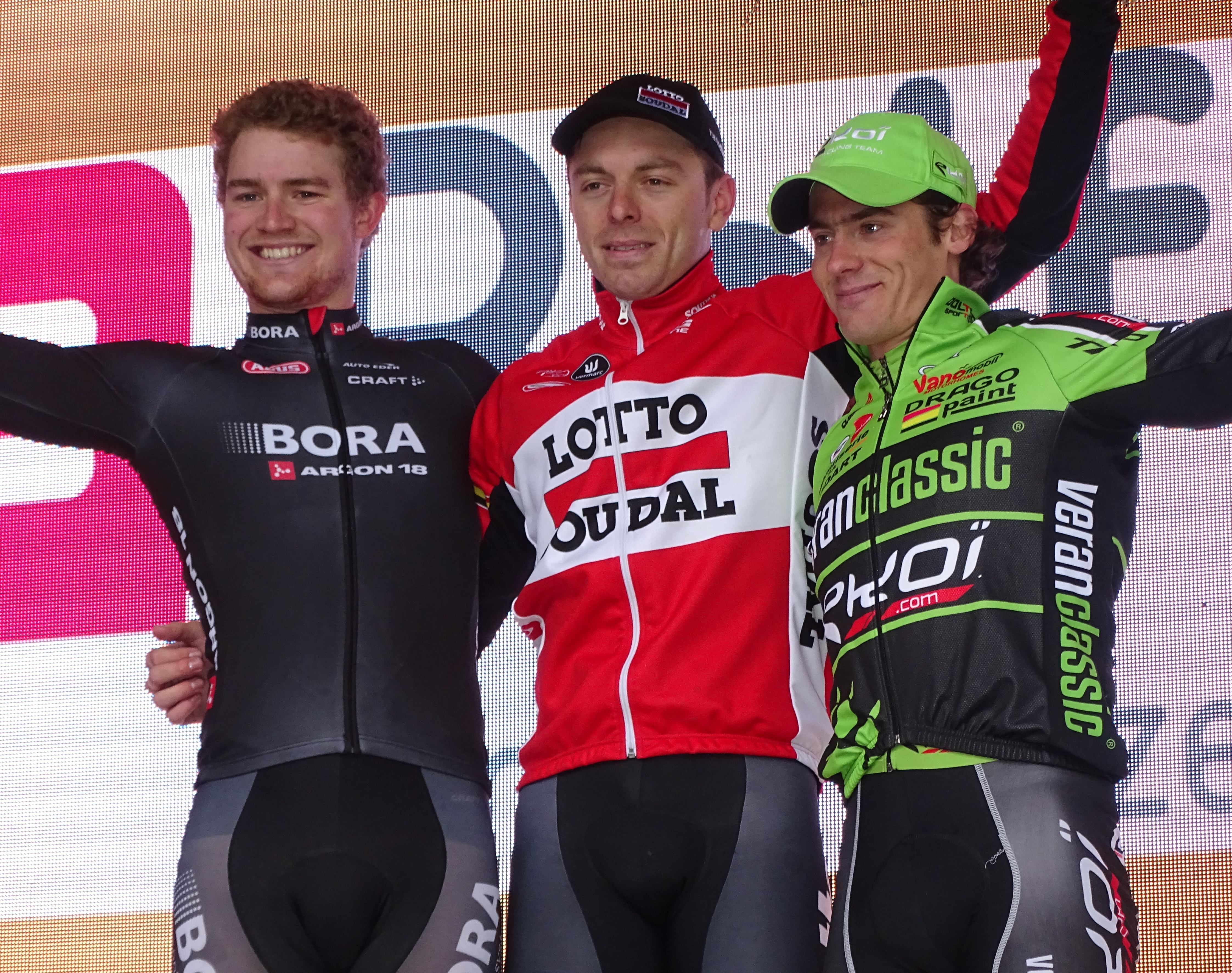
2015 : Scott Thwaites (3), Kris Boeckmans (1) & Justin Jules (2).

| Any                             | Vencedor               | Segon                 | Tercer                    |         |
| ------------------------------- | ---------------------- | --------------------- | ------------------------- | ------- |
| Gran Premi Jules Lowie          |                        |                       |                           |         |
| 1944                            | Marcel Kint            | Theo Middelkamp       | Gustaaf Van Overloop      |         |
| 1945                            | Albéric Schotte        | Michel Remue          | Désiré Keteleer           |         |
| 1946                            | Emmanuel Thoma         | André Pieters         | Albéric Schotte           |         |
| 1947                            | Albert Sercu           | Michel Remue          | Odiel Van Den Meersschaut |         |
| 1948                            | Roger Cnockaert        | André Declerck        | Jerôme Renier             |         |
| 1949                            | Ernest Sterckx         | Maurice Desimpelaere  | Michel Remue              |         |
| 1950                            | Jules Depoorter        | Roger Decock          | René Janssens             |         |
| 1951                            | Gerard Buyl            | Maurice Blomme        | Valère Ollivier           |         |
| 1952                            | Wim van Est            | André Pieters         | Raphaël Jonckheere        |         |
| 1953                            | Basiel Wambeke         | Henri Jochums         | Julien Pascal             |         |
| 1954                            | Jan Zagers             | Roger Decock          | Roger Desmet              |         |
| 1955                            | Jozef Schils           | Albéric Schotte       | Henri Denys               |         |
| 1956                            | Marcel Rijckaert       | Roger De Clercq       | Lucien Mathys             |         |
| 1957                            | André Auquier          | Pino Cerami           | Francis Kemplaire         |         |
| 1958                            | Arthur Decabooter      | Gilbert Desmet        | Julien Schepens           |         |
| 1959 no disputada               |                        |                       |                           |         |
| 1960                            | Gilbert Desmet         | Lode Troonbeeckx      | Léopold Rosseel           |         |
| 1961                            | Léon Van Daele         | Joseph Vloeberghs     | Gilbert Maes              |         |
| 1962 no disputada Nokere Koerse |                        |                       |                           |         |
| 1963                            | Frans De Mulder        | Daniel Doom           | Norbert Kerckhove         |         |
| 1964                            | Robert De Middeleir    | Léon Van Daele        | André Noyelle             |         |
| 1965                            | Arthur Decabooter      | Joseph Mathy          | Gustaaf De Smet           |         |
| 1966                            | Jaak De Boever         | Oswald Declercq       | Reindert De Jongh         |         |
| 1967                            | Walter Godefroot       | Jaak De Boever        | Roger Blockx              |         |
| 1968                            | Frans Brands           | Roger Cooreman        | Michel Jacquemin          |         |
| 1969                            | Roger Rosiers          | Frans Mintjens        | Michel Jacquemin          |         |
| 1970                            | André Dierickx         | Patrick Sercu         | Bernard Van De Kerckhove  |         |
| 1971                            | Herman Van Springel    | Eric Leman            | Maurice Eyers             |         |
| 1972                            | Antoon Houbrechts      | Ronny Vanmarcke       | Willy Planckaert          |         |
| 1973                            | Noël Vantyghem         | Claude Magni          | Gerard Vianen             |         |
| 1974                            | Freddy Maertens        | Pierino Gavazzi       | Ronald De Witte           |         |
| 1975                            | Marc Demeyer           | Willy Teirlinck       | Jan Raas                  |         |
| 1976                            | Luc Leman              | Lucien De Brauwere    | Geert Malfait             |         |
| 1977                            | Frans Van Looy         | Gerrie Knetemann      | Roberto Ceruti            |         |
| 1978                            | Gustaaf Van Roosbroeck | Jan Aling             | Jos Jacobs                |         |
| 1979                            | Hendrik Devos          | William Tackaert      | Antoon Houbrechts         |         |
| 1980                            | Jos Van De Poel        | Johan van der Velde   | Paul Jesson               |         |
| 1981                            | Gerrie Knetemann       | Herman Van Springel   | Claude Criquielion        |         |
| 1982                            | William Tackaert       | Ludo De Keulenaer     | Rudy Matthijs             |         |
| 1983                            | Walter Schoonjans      | Patrick Cocquyt       | Gerard Veldscholten       |         |
| 1984                            | Jan Bogaert            | Patrick Versluys      | Erik Stevens              |         |
| 1985                            | Diederik Foubert       | Patrick Versluys      | Jan Bogaert               |         |
| 1986                            | Luc Colijn             | Jan Van Camp          | Ronny Van Holen           |         |
| 1987                            | Etienne De Wilde       | Franky Van Oyen       | Ludo Giesberts            |         |
| 1988                            | Patrick Versluys       | Yves Godimus          | Danny Janssens            |         |
| 1989                            | Rik Van Slycke         | Andrzej Mierzejewski  | Peter Spaenhoven          |         |
| 1990                            | Herman Frison          | Roger Van den Bossche | Filip Van Vooren          |         |
| 1991                            | Koen Van Rooy          | Johan Capiot          | Martien Kokkelkoren       |         |
| 1992                            | Johan Capiot           | Peter De Clercq       | Benjamin Van Itterbeeck   |         |
| 1993                            | Michel Cornelisse      | Jan Bogaert           | Mario De Clercq           |         |
| 1994                            | Peter De Clercq        | Michel Cornelisse     | Chris Peers               |         |
| 1995                            | Jo Planckaert          | Michel Vermote        | Geert Van Bondt           |         |
| 1996                            | Hendrik Van Dijck      | Jelle Nijdam          | Michel Cornelisse         |         |
| 1997                            | Hendrik Van Dijck      | Wim Feys              | Bart Voskamp              |         |
| 1998                            | Scott Sunderland       | Léon van Bon          | Chris Peers               |         |
| 1999                            | Jeroen Blijlevens      | Michel Vanhaecke      | Wilfried Cretskens        |         |
| 2000                            | Hendrik Van Dijck      | Nico Mattan           | Jans Koerts               |         |
| 2001                            | Michel Vanhaecke       | Bart Voskamp          | Niko Eeckhout             |         |
| 2002                            | Aurélien Clerc         | Jans Koerts           | Steven de Jongh           |         |
| 2003                            | Matthé Pronk           | Magnus Bäckstedt      | Hendrik Van Dijck         |         |
| 2004                            | Max van Heeswijk       | Rudie Kemna           | Jo Planckaert             |         |
| 2005                            | Steven de Jongh        | Igor Abakoumov        | Geert Omloop              |         |
| 2006                            | Bert Roesems           | Wouter Weylandt       | Jeremy Hunt               |         |
| 2007                            | Léon van Bon           | Aart Vierhouten       | Geert Steurs              |         |
| 2008                            | Wouter Weylandt        | Jürgen Roelandts      | André Greipel             |         |
| 2009                            | Graeme Brown           | Ben Swift             | Sébastien Chavanel        |         |
| 2010                            | Jens Keukeleire        | Kris Boeckmans        | Bobbie Traksel            |         |
| 2011                            | Gert Steegmans         | Stefan van Dijk       | Graeme Brown              |         |
| 2012                            | Francesco Chicchi      | Kris Boeckmans        | Boy van Poppel            |         |
| 2013 suspesa per la neu         |                        |                       |                           |         |
| 2013                            | suspesa                | suspesa               | suspesa                   | suspesa |
| 2014                            | Kenny Dehaes           | Tom Van Asbroeck      | Nacer Bouhanni            |         |
| 2015                            | Kris Boeckmans         | Justin Jules          | Scott Thwaites            |         |
| 2016                            | Timothy Dupont         | Kristoffer Halvorsen  | Dylan Groenewegen         |         |
| 2017                            | Nacer Bouhanni         | Adam Blythe           | Joeri Stallaert           |         |
| 2018                            | Fabio Jakobsen         | Amaury Capiot         | Hugo Hofstetter           |         |
| 2019                            | Cees Bol               | Pascal Ackermann      | Jasper Philipsen          |         |
| 2020                            | suspesa                | suspesa               | suspesa                   | suspesa |
| 2021                            | Ludovic Robeet         | Damien Gaudin         | Luca Mozzato              |         |
| 2022                            | Tim Merlier            | Max Walscheid         | Arnaud De Lie             |         |
| 2023                            | Tim Merlier            | Edward Theuns         | Milan Menten              |         |
| 2024                            | Tim Merlier            | Fabio Jakobsen        | Jasper Philipsen          |         |
| 2025                            | Nils Eekhoff           | Matteo Moschetti      | Luke Lamperti             |         |